# Аманат (заручник)
Аманат — історичний термін що означав заручника з числа знатних людей, якого давали як гарант виконання певних домовленостей як політичного так і економічного характеру, наприклад забезпечення боргового зобов'язання. Цей термін вживався і у Київській Русі
Система аманатства була впроваджена в Поволжі у 2 половині XVI століття. У містах-фортецях та слободах були влаштовані спеціальні аманатні двори, де утримувались заручники з найбільш впливових та багатих представників татар, марійців, мордва, удмуртів, чувашів, які відповідали за дотримання шертних зобов'язань, за гарну поведінку та нормальне несення представниками їхнього народу податків та повинностей. Аманатство існувало і в 1 чверті XVIII століття. Так, після придушення башкирського повстання 1704–1711 років народи Прикам'я «чюваша, черемиса и вотяки шертовали и обещались впредьм к измене и к башкирскому воровству и ни к какой шатости не приставать». Як гарантія з учасників повстання були взяті заручники. Наприклад, на аманатному дворі в Каракуліному серед амантів утримувалось 6 удмуртів.